# Messier 46
Messier 46 (M46) även känd som NGC 2437, är en öppen stjärnhop i stjärnbilden Akterskeppet. Stjärnhopen upptäcktes 1771 av Charles Messier. Dreyer beskrev den som "mycket ljust, mycket rikt, mycket stort." Den befinner sig ungefär 5 500 ljusår från solsystemet och omfattar uppskattningsvis ca 500 stjärnor med en sammanlagd massa av 453 solmassor och en uppskattad genomsnittlig ålder av 251,2 miljoner år.

## Egenskaper
Messier 46 har en mycket bred Roche-gräns på 37,8 ± 4,6 ljusår och kärnradie på 8,5 ± 1,3 ljusår. Den har en större rumslig utsträckning i infrarött än i synligt ljus, vilket tyder på att den genomgår viss massegregering med de svagare (rödare) stjärnorna som migrerar till en komaregion (svans). De svagare stjärnorna som sträcker sig ut i söder och väster kan utgöra en tidvattenssvans på grund av en tidigare interaktion.
Den planetariska nebulosan NGC 2438 verkar ligga i stjärnhopen nära dess norra kant (den svaga nästan regnbågsfärgade fläcken i bildens övre mitt), men den är troligtvis ej fysiskt relaterad eftersom den inte delar hopens radiella hastighet. Detta gör överlagrade objekt av intresse, med ett annat objekt som exempel, som kanske är NGC 2818. Å andra sidan delar den upplysande stjärnan av den bipolära Calabashnebulosan radiell hastighet och egenrörelse med Messier 46, och ligger på samma distans, varför den är en äkta medlem av den öppna stjärnhopen.
Messier 46 ligger i närheten av en annan öppen stjärnhop, Messier 47. M46 är omkring en grad öster om M47 på himlen, så de två ryms väl i synfältet hos en handkikare eller ett vidvinkelteleskop.